# Орловский, Пётр Герасимович
Пётр Герасимович Орловский (1762—1857) — генерал-лейтенант, начальник Астраханского порта и Охтинской верфи.

## Биография
Родился в 1762 году.
С 1774 года воспитывался в Морском кадетском корпусе. В 1779 году был произведён в гардемарины и со следующего года начал плавание последовательно на разных кораблях в Балтийском море. В 1785 году на корабле «Св. Пётр» участвовал в Гогландском сражении, затем — в Эландском сражении, после которого был назначен состоять флаг-офицером при вице-адмирале А. В. Мусине-Пушкине.
В 1790 году участвовал в Ревельском и Выборгском сражениях; в следующие годы плавал на разных судах, уже в качестве командира, в Балтийском море.
В январе 1796 года был командирован в Каспийскую флотилию флаг-капитаном при контр-адмирале Н. С. Фёдорове; в 1796—1797 годах, во время Персидской войны, Орловский был в плавании у персидских берегов и производил рекогносцировки по реке Куре, и в следующем году был переведён в Балтийский флот.
В 1800 году, командуя кораблем «Св. Иануарий» и фрегатом «Нарва», он плавал с десантными войсками к берегам Англии и Голландии; 26 ноября 1802 года был награждён орденом Св. Георгия 4-й степени, а в феврале следующего вышел в отставку с чином капитана 2-го ранга; 22 сентября 1803 года получил орден Св. Владимира 4-й степени.
Вскоре вернулся на службу и был определён на должность управляющего Инспекторской экспедицией при Адмиралтейств-коллегии; в декабре 1811 года определён советником генерал-кригскомиссара, а вскоре и помощником генерал-интенданта, с назначением производить постройку судов на Охтенской верфи. За период с 1813 по 1821 год под его наблюдением было выстроено до 40 кораблей; в 1817 году был произведён в генерал-майоры.
В 1821 году был назначен на должность главного командира Астраханского порта и Каспийской флотилий, и через восемь лет был переведён директором департамента корабельных лесов и в декабре того же года был произведён в генерал-лейтенанты; 19 декабря 1823 года был награждён орденом Св. Анны 1-й степени.
В 1836 году был уволен от занимаемых им должностей, но до 1853 года продолжал состоять по Морскому министерству.
Умер 21 сентября (3 октября) 1857 года. Похоронен на Большеохтинском кладбище.
П. Г. Орловскому принадлежит несколько специальных сочинений: "Взгляд на мореходство и морские силы у всех народов в мире", 1836; "Славнейшие флотоводцы", 1840; "Способ заготовки корабельных лесов"; "Очерк действий Каспийской флотилии во время последних войн Персии и Турции". 